# Алтмеркише Више
Алтмеркише Више (њем. Altmärkische Wische) општина је у њемачкој савезној држави Саксонија-Анхалт. Једно је од 26 општинских средишта округа Штендал. Према процјени из 2010. у општини је живјело 1.027 становника. Посједује регионалну шифру (AGS) 15090008.

## Географија
Алтмеркише Више се налази у савезној држави Саксонија-Анхалт у округу Штендал. Општина се налази на надморској висини од 32 метра. Површина општине износи 67,1 km².

## Становништво
У самом мјесту је, према процјени из 2010. године, живјело 1.027 становника. Просјечна густина становништва износи 15 становника/km².